# Nagy Károly (szociológus)
Nagy Károly (Nyíregyháza, 1934. május 24. – New Jersey, USA, 2011. május 3.) magyar szociológus, pedagógus, egyetemi tanár, irodalomszervező.

## Élete
1950–1953 között a nyíregyházi Állami Tanítóképző diákja volt. 1958–1962 között a Rutgers Egyetem pszichológia szakos hallgatója volt New Brunswickban, USA-ban. 1962–1970 között a New School for Social Research szociológia szakos hallgatója volt New Yorkban.
1953–1956 között a Nyíregyháza melletti Benkő-bokori iskolában, majd Baranyában tanított. 1956-ban az Erdősmecskei Forradalmi Nemzeti Tanács egyik vezetője volt. 1956-tól az USA-ban élt. 1960–1985 között a Magyar Öregdiák Szövetségének New Brunswick-i Hétvégi Magyarok Iskolájának egyik alapító-oktatója volt. 1962–1968 között szociális tanácsadóként dolgozott. 1965 óta jelentek meg cikkei. 1965-ben az Anyanyelvi Konferencia egyik kezdeményezője, társelnöke volt. 1965–1994 között a Rutgers Egyetemen tanított óraadóként. 1968–2006 között a Middlesex County College szociológia professzora, 1970–1982 között tanszékvezetője volt. 1970-ben doktorált. 1977-től 20 évig a Magyar Öregdiák Szövetség Tanúk Korukról című előadás- és kiadványsorozat szerkesztője volt. 1984–1990 között a Nyugati Magyarság című lap szerkesztőjeként dolgozott.
Kutatási területe a társadalmi problémák, a mozgalmak, a magyar nyelv és kultúra fenntartása külföldön.

## Művei
- Literature as an Instrument of Social Change in Hungary during the 1960's (1969)
- Tanítsunk magyarul (1977)
- Számontartva egymást. Magyarországon kívül élő magyarok a magyarországi sajtóban 1981 nyarán; szerk. Nagy Károly; Bessenyei György Kör–Hungarian Alumni Associatoin, New Brunswick, 1981
- Magyar szigetvilágban ma és holnap; Püski, New York, 1984
- Szigetmagyarság és szolidaritás; előszó Csoóri Sándor; Corvin, Montréal, 1988
- István Bibó: Democracy, Revolution, Self-Determination. Selected Writings (szerkesztő, 1991)
- Magyar Öregdiák Szövetség – Bessenyei György Kör / Hungarian Alumni Association. Összefoglalók (1960-1990), dokumentumok (1990. június–1993. június) a Magyar Öregdiák Szövetség – Bessenyei György Kör működéséről; összeáll. Nagy Károly; Magyar Öregdiák Szövetség – Bessenyei György Kör, New Brunswick, 1993
- Küldetésben. Beszélgetések, előadások Amerikában és Magyarországon, 1989-1993; Madách-Posonium, Bratislava, 1996
- The legacy of the 1956 Hungarian revolution / Participants forty years later: Andrew P. Fodor et al.; szerk. Nagy Károly, Peter Pastor; Magyar Öregdiák Szövetség – Bessenyei György Kör, New Brunswick, 1996
- A magyar nyelv és kultúra megtartása az Amerikai Egyesült Államokban, 1997; szerk., adatgyűjt. Nagy Károly, Papp László; A Magyar Nyelv és Kultúra Nemzetközi Társasága–Anyanyelvi Konferencia, Bp., 1998 (Nyelv és lélek könyvek)
- Emigránsok küldetésben. Magyar Öregdiák Szövetség – Bessenyei György Kör, Hungarian Alumni Association, 1960-2000; Csokonai, New Brunswick–Debrecen, 2000
- Járatlan utakon – korfordulók világában; Csokonai, Debrecen, 2003
- 1956. The Hungarian Revolution and War for Independence (társszerkesztő, 2006)
- Amerikai magyar szigetvilágban; Nap, Bp., 2009
- The legacy of the 1956 Hungarian revolution. With significant documents. Five participants forty years later / Significant documents of the Hungarian revolution of 1956; szerk. Nagy Károly, Peter Pastor; angolra Bődy Pál, Zinner Judit; Magyar Öregdiák Szövetség Bessenyei György Kör, New Brunswick, 2010

## Díjai
- Kassák Lajos-díj (1976)
- Bárczi Géza-díj (1981)
- Nagy Imre-emlékplakett (1993)
- Magyar Köztársasági Érdemrend (1999)
- Bethlen Gábor-díj (2004)
- Hazám-díj (2009)